# 캐시디
캐시디(Cassidy, 본명 Barry Adrian Reese, 1982년 7월 7일 -)는 미국의 래퍼이다. 그는 아프리카계 미국인이며, 2004년 《Split Personality》는 빌보드 200에서 2위를 했고, 빌보드 R&B/힙합 앨범 차트에서 1위를 했다. 그는 BET에서 하는 'Rap City'에서 1위를 했다.

## 데뷔
그는 'Ruff Rhyder Record'의 스위즈 비츠에 의해 픽업되었다. 그리고 2002년, 스위즈 비츠의 앨범<Presents G.H.E.T.T.O. Stories>에 참여했고, 락커펠라 레코드의 프리웨이와의 프리스타일 랩배틀에서 승리했었다.2004년 알 켈리가 참여한 싱글 'Hotel'로 'Billboard Hot 100'에 10위권에 들었다.2004년 5월에는 힙합잡지 'The Source'에 J-Kwon,Lil Flip,Young Gunz와 함께 소개되었다.
두 번째 앨범인 《I'm a Hustla》의 타이틀 곡 'I'm a Hustla'는 제이-지의 'Dirt Off Your Shoulder'의 한 부분을 Hook로 이용했고, 스위즈 비츠가 작곡했다.리믹스에서는 알엔비 싱어메리 제이 브라이즈가 참여했다.
세 번째 앨범인 《B.A.R.S. The Barry Adrian Reese Story》가 2007년에 발매되었다.

## 이슈
2005년 4월 15일날 그의 집 근처에서 데스몬드 호킨스(Desmond Hawkins)와 그외 2명과 말싸움을 하고 있었는데, 그중에서 Desmond Hawkins를 즉사시키고 나머지 두명을 중상 입혔다고 했다.